# Isländischer Fußballpokal der Männer 2017
Der isländische Fußballpokal 2017 war die 58. Austragung des isländischen Pokalwettbewerbs der Männer. Pokalsieger wurde ÍBV Vestmannaeyja. Der letztjährige Finalist setzte sich am 12. August 2017 im Laugardalsvöllur von Reykjavík gegen FH Hafnarfjörður durch und qualifizierte sich damit für die Europa League.

## Modus
Die Begegnungen wurden in einem Spiel ausgetragen. In den ersten zwei Runden nahmen Vereine ab der zweiten Liga abwärts teil. Die Vereine der ersten Liga stiegen erst in der 3. Runde ein. Bei unentschiedenem Ausgang wurde das Spiel zunächst verlängert und gegebenenfalls durch Elfmeterschießen entschieden.

## 1. Runde
| Datum      |                       | Ergebnis  |                                      |
| ---------- | --------------------- | --------- | ------------------------------------ |
| 17.04.2017 | KFF Fjarðabyggðar     | 1:0 n. V. | UMF Einherji                         |
| 21.04.2017 | Árborg Selfoss        | 5:1       | KB Breiðholts                        |
| 21.04.2017 | Kári Akranes          | 6:2       | Léttir Reykjavík                     |
| 21.04.2017 | KV Reykjavik          | 0:2       | UMF Þróttur Vogar                    |
| 21.04.2017 | Elliði Reykjavík      | 3:6 n. V. | UMF Kormákur/Hvöt                    |
| 22.04.2017 | GG Grindavík          | 7:1       | Snæfell Stykkishólmur/UDN Búðardalur |
| 22.04.2017 | SR Reykjavik          | 1:3       | ÍH Hafnarfjörður                     |
| 22.04.2017 | KFS Vestmannaeyja     | 4:1       | Hamar Hveragerði                     |
| 22.04.2017 | KS Fjallabyggðar      | 6:0       | UMF Tindastóll                       |
| 22.04.2017 | Víðir Garði           | 3:2 n. V. | Mídas Reykjavík                      |
| 22.04.2017 | Ægir þorlákshöfn      | 1:4       | Ýmir Kópavogur                       |
| 22.04.2017 | Augnablik Kópavogur   | 3:6       | Ísbjörninn Kópavogur                 |
| 22.04.2017 | UMF Álftanes          | 3:1       | ÍF Vestri                            |
| 22.04.2017 | UMF Geisli Aðaldal    | 1:0       | Nökkvi Akureyri                      |
| 22.04.2017 | KH Hlíðarendi         | 1:7       | Hvíti riddarinn Mosfellsbær          |
| 23.04.2017 | Reynir Sandgerði      | 1:3       | Kórdrengir Reykjavík                 |
| 23.04.2017 | Höttur Egilsstaðir    | 2:1       | UMF Sindri Höfn                      |
| 23.04.2017 | UMF Afturelding       | 7:1       | ÍF Grótta                            |
| 23.04.2017 | Vatnaliljur Kópavogur | 4:5       | Úlfarnir Reykjavík                   |
| 23.04.2017 | KS Dalvík/Reynir      | 4:0       | Drangey Sauðárkrókur                 |
| 23.04.2017 | UMF Stokkseyri        | 0:1       | Kría Seltjarnarnes                   |
| 23.04.2017 | Kóngarnir Reykjavík   | 1:0       | Afríka Reykjavík                     |
| 23.04.2017 | Gnúpverjar Reykjavík  | 1:0       | KF Rangæinga                         |
| 23.04.2017 | KFG Garðabær          | 1:2       | Vængir Júpiters                      |
| 23.04.2017 | KFG Garðabær          | 4:1 n. V. | Vængir Júpiters                      |
| 24.04.2017 | Stál-úlfur Kópavogur  | 1:6       | UMF Njarðvík                         |

## 2. Runde
| Datum      |                     | Ergebnis              |                         |
| ---------- | ------------------- | --------------------- | ----------------------- |
| 27.04.2017 | Nökkvi Akureyri     | 1:5                   | Magni Grenivík          |
| 28.04.2017 | HK Kópavogur        | 0:1                   | Fram Reykjavík          |
| 28.04.2017 | UMF Selfoss         | 8:0                   | UMF Kormákur/Hvöt       |
| 29.04.2017 | Keflavík ÍF         | 0:0 n. V. (4:5 i. E.) | Víðir Garði             |
| 29.04.2017 | Árborg Selfoss      | 0:0 n. V. (4:3 i. E.) | Hamar Hveragerði        |
| 29.04.2017 | Kári Akranes        | 3:0                   | Augnablik Kópavogur     |
| 29.04.2017 | UMF Sindri Höfn     | 4:1 n. V.             | Huginn Seyðisfjörður    |
| 29.04.2017 | UMF Álftanes        | 0:2                   | Ægir þorlákshöfn        |
| 29.04.2017 | UMF Tindastóll      | 1:2                   | þór Akureyri            |
| 29.04.2017 | Fylkir Reykjavík    | 7:0                   | Vatnaliljur Kópavogur   |
| 29.04.2017 | GG Grindavík        | 0:3                   | UMF Þróttur Vogar       |
| 29.04.2017 | UMF Njarðvík        | 0:2                   | ÍR Reykjavik            |
| 29.04.2017 | Berserkir Reykjavík | 3:0                   | KF Rangæinga            |
| 29.04.2017 | ÍH Hafnarfjörður    | 0:1                   | KH Reykjavik            |
| 29.04.2017 | Afríka Reykjavík    | 00:11                 | þróttur Reykjavík       |
| 29.04.2017 | UMF Stokkseyri      | 0:5                   | Leiknir Reykjavík       |
| 30.04.2017 | KFF Fjarðabyggðar   | 1:2                   | Leiknir Fáskrúðsfjörður |
| 30.04.2017 | KS Dalvík/Reynir    | 0:2                   | Völsungur Húsavík       |
| 30.04.2017 | Reynir Sandgerði    | 0:4                   | Haukar Hafnarfjörður    |
| 30.04.2017 | KFG Garðabær        | 0:3                   | ÍF Grótta               |

## 3. Runde
Teilnehmer: Die 20 Sieger der 2. Runde und die 12 Vereine der Pepsideild 2017.
| Datum      |                         | Ergebnis              |                      |
| ---------- | ----------------------- | --------------------- | -------------------- |
| 16.05.2017 | þór Akureyri            | 0:0 n. V. (3:5 i. E.) | Ægir þorlákshöfn     |
| 16.05.2017 | UMF Selfoss             | 3:2                   | Kári Akranes         |
| 16.05.2017 | Leiknir Reykjavík       | 2:1                   | þróttur Reykjavík    |
| 16.05.2017 | Berserkir Reykjavík     | 1:4                   | ÍF Grótta            |
| 17.05.2017 | Leiknir Fáskrúðsfjörður | 1:4                   | KR Reykjavík         |
| 17.05.2017 | KA Akureyri             | 1:3 n. V.             | ÍR Reykjavik         |
| 17.05.2017 | ÍBV Vestmannaeyja       | 4:1                   | KH Reykjavik         |
| 17.05.2017 | ÍA Akranes              | 4:3                   | Fram Reykjavík       |
| 17.05.2017 | UMF Þróttur Vogar       | 0:1                   | UMF Stjarnan         |
| 17.05.2017 | UMF Grindavík           | 7:1                   | Völsungur Húsavík    |
| 17.05.2017 | Árborg Selfoss          | 0:1                   | Víðir Garði          |
| 17.05.2017 | Haukar Hafnarfjörður    | 2:4                   | Víkingur Reykjavík   |
| 17.05.2017 | Fylkir Reykjavík        | 1:0                   | Breiðablik Kópavogur |
| 18.05.2017 | Magni Grenivík          | 1:2                   | Fjölnir Reykjavík    |
| 18.05.2017 | FH Hafnarfjörður        | 6:1                   | UMF Sindri Höfn      |
| 18.05.2017 | UMF Víkingur            | 0:1                   | Valur Reykjavík      |

## Achtelfinale
| Datum      |                   | Ergebnis              |                    |
| ---------- | ----------------- | --------------------- | ------------------ |
| 30.05.2017 | ÍA Akranes        | 2:1 n. V.             | ÍF Grótta          |
| 31.05.2017 | ÍBV Vestmannaeyja | 5:0                   | Fjölnir Reykjavík  |
| 31.05.2017 | Víðir Garði       | 0:5                   | Fylkir Reykjavík   |
| 31.05.2017 | Ægir þorlákshöfn  | 1:3                   | Víkingur Reykjavík |
| 31.05.2017 | ÍR Reykjavik      | 1:1 n. V. (6:7 i. E.) | KR Reykjavík       |
| 31.05.2017 | FH Hafnarfjörður  | 2:1                   | UMF Selfoss        |
| 31.05.2017 | Valur Reykjavík   | 1:2                   | UMF Stjarnan       |
| 01.06.2017 | Leiknir Reykjavík | 1:1 n. V. (5:4 i. E.) | UMF Grindavík      |

## Viertelfinale
| Datum      |                    | Ergebnis  |                   |
| ---------- | ------------------ | --------- | ----------------- |
| 29.06.2017 | Fylkir Reykjavík   | 0:1       | FH Hafnarfjörður  |
| 02.07.2017 | Víkingur Reykjavík | 1:2       | ÍBV Vestmannaeyja |
| 02.07.2017 | UMF Stjarnan       | 3:2       | KR Reykjavík      |
| 03.07.2017 | Leiknir Reykjavík  | 2:1 n. V. | ÍA Akranes        |

## Halbfinale
| Datum      |                  | Ergebnis |                   |
| ---------- | ---------------- | -------- | ----------------- |
| 27.07.2017 | UMF Stjarnan     | 1:2      | ÍBV Vestmannaeyja |
| 29.07.2017 | FH Hafnarfjörður | 1:0      | Leiknir Reykjavík |

## Finale
| Paarung           | ÍBV Vestmannaeyja – FH Hafnarfjörður |
| Ergebnis          | 1:0 (1:0) |
| Datum             | 12. August 2017 |
| Stadion           | Laugardalsvöllur, Reykjavík |
| Zuschauer         | 3.094 |
| Schiedsrichter    | Vilhjálmur Alvar Þórarinsson |
| Tore              | 1:0 Gunnar Heiðar Þorvaldsson (37.) |
| ÍBV Vestmannaeyja | Derby Carrillo – Jónas Tór Næs, Matt Garner (54. Felix Örn Friðriksson), Sindri Snær Magnússon, David Atkinson, – Brian McLean, Atli Arnarson, Pablo Punyed, Mikkel Maigaard, Kaj Leo í Bartalsstovu – Gunnar Heiðar Þorvaldsson Gunnar Heiðar Þorvaldsson. Cheftrainer: Kristján Guðmundsson                                              |
| FH Hafnarfjörður  | Gunnar Nielsen – Pétur Viðarsson, Bergsveinn Ólafsson (78. Bjarni Þor Viðarsson), Þórarinn Ingi Valdimarsson (46. Guðmundur Karl Guðmundsson), Böðvar Böðvarsson – Kassim Doumbia, Emil Pálsson, Davíð Þór Viðarsson, Atli Guðnason – Steven Lennon, Kristján Flóki Finnbogason (78. Atli Viðar Björnsson). Cheftrainer: Heimir Guðjónsson |
| Gelbe Karten      | Pablo Punyed, Gunnar Heiðar Þorvaldsson – Pétur Viðarsson, Emil Pálsson |